# Сміле (Пологівський район)
Смі́ле (раніше — Блюменфельд, Родзянка, Гросс-Блюменфельд, Велика Родзянка, Будьоннівка) — село в Україні, у Кам'янській селищній громаді Пологівського району Запорізької області. Населення становить 464 особи (2018). До 2020 року орган місцевого самоврядування — Смілівська сільська рада.

## Географія
Село Сміле розташоване за 151 км від обласного центру, 53 км від районного центру та 27 км на південний схід від адміністративного центру селищної громади, біля витоків річки Янчул (річка в цьому місці пересихає). Сусідні села: Світле (1,5 км) та Самійлівка (2 км). Найближча залізнична станція — Магедове (за 30 км).

## Історія
Село засноване у 1871 році німецькими вихідцями із граунаських колоній під назвою Блюменфельд. Католицький приход Ейхвальд. Початкова школа (1926). Жит.: 243 (1859), 211 (1885), 300 (1912), 174 (1919), 185 (1925). Згодом, у 1924 році, оселилися вихідці з села Федорівки Пологівського району.
7 (20) листопада 1917 року, відповідно до Третього Універсалу Української Центральної Ради, увійшло до складу Української Народної Республіки.
12 червня 2020 року, відповідно до розпорядження Кабінету Міністрів України № 713-р «Про визначення адміністративних центрів та затвердження територій територіальних громад Запорізької області», село увійшло до складу Більмацької селищної громади (нині — Кам'янської селищної громади).
19 липня 2020 року, в результаті адміністративно-територіальної реформи та ліквідації Більмацького району, село увійшло до складу новоутвореного Пологівського району.

## Економіка
- КСП «Сміле».
- ФОП Солод Т. В.

## Об'єкти соціальної сфери
- Школа I—II ст. (закрита).
- Дитячий дошкільний навчальний заклад (не діє).
- Клуб.
- Амбулаторія.